# Bandeira de Fiji
A bandeira das ilhas Fiji começou a ser utilizada em 10 de outubro de 1970. O brasão do Estado foi levemente modificadas mas a bandeira permaneceu a mesma. Ela é azul celeste "Blue Ensign" (a verdadeira versão "Blue Ensign" da bandeira é a bandeira do governo). Ela permaneceu inalterada desde que as ilhas Fiji foram declaradas uma república em 1987, apesar dos pedidos de alguns políticos por mudanças (como o senador da oposição Atu Emberson-Bain).
A bandeira atual é bastante similar à bandeira colonial usada antes da independência, as maiores diferenças são o uso, na versão atual, de um tom mais escuro de azul e apresentação do Brasão de Armas das ilhas Fiji por inteiro, e não apenas o escudo. Enquanto alguns reformistas pediam a remoção da Union Jack, por ser um emblema do Império Britânico colonial, outros apoiavam sua permanência para o bem da continuidade histórica. 
Alguns fijianos influentes pediram a restauração do Brasão de Armas completo na bandeira. Em 30 de novembro de 2005, o "Great Council of Chiefs" de Fiji pediu que duas figuras de guerreiros que guardam o escudo no Brasão de armas fossem colocados na bandeira junto com uma canoa em miniatura e o lema nacional Rerevaka na kalou ka doka na tui ("Temer a Deus e honrar a rainha"); símbolos que apareciam na bandeira original do Reino de Viti, o primeiro estado unificado fijiano, criado por Seru Epenisa Cakobau em 1871.
"O Brasão de Armas é muito significativo porque tem a palavra divina, e também tem dois guerreiros e a canoa fijiana. Eu acho que os membros do conselho preferem que o Brasão inteiro seja incluído na bandeira fijiana.", disse Asesela Sadole, Secretário Geral do "Great Council of Chiefs".

## Mudança de Bandeira
O primeiro-ministro, Frank Bainimarama, anunciou no seu discurso anual de Ano Novo de 2012 que a nação mudará de bandeira para reforçar a sua nova identidade nacional. Não referiu se será eliminada a chamada “Union Jack”, a bandeira do Reino Unido que muitas das ex-colónias britânicas incluíram nas suas bandeiras nacionais.

Bandeira de Fiji em 1924

## Bandeirasde Fiji

Bandeira Mercante
Bandeira Governamental
Bandeira da Marinha
Bandeira da Aviação Civil

Fontes:
- High Commission of the Republic of the Fiji Islands to New Zealand - History. "Ensigns for use in Government vessels, in merchant ships and in naval vessels are of the same basic design, but have dark blue, red and white background respectively". Accessed 2 Feb. 2006
- Barraclough, E. M. C. and Crampton, W. G. (1978). Flags of the World. London: Frederick Warne. ISBN 0-7232-2015-8. P. 209 et seq. "The Civil Air Ensign is like that of Britain, except that it has the shield of Fiji placed on the arm of the cross."